# Никтифрурет
Никтифрурет (лат. Nyctiphruretus, от др.-греч. νυκτιφρούρητος — несущий ночную стражу) — род парарептилий из семейства Nyctiphruretidae отряда проколофономорф, живших во времена пермского периода. Впервые описан И. А. Ефремовым в 1938 году из «среднепермских» отложений реки Мезень.

## Описание
Мелкое животное, длиной около 30—40 см, внешне похож на ящерицу. Глазницы огромные (вероятно, глазница расширена назад для крепления челюстной мускулатуры), большое отверстие теменного глаза. Возможно, имелась солевая железа возле ноздри. Ефремов считал никтифрурета ночным животным (отсюда название). Крыша черепа покрыта мелкими остеодермами — это предполагает наличие чешуи.
Не исключено, что никтифрурет был растительноядным и питался водорослями (строение его зубов сходно с таковым у никтеролетера). С другой стороны, он мог питаться насекомыми. Характерен для мезенского субкомплекса «средней» перми Приуралья, составляет до 75 % всей фауны. Обитал в каламитовых зарослях по берегам соленых водоемов, по образу жизни мог напоминать игуан-амблиринхов. Интересно, что молодью никтифруретов питалась крупная парарептилия макролетер (Macroleter).

## Классификация
По данным сайта Paleobiology Database, на август 2019 года в род включают 2 вымерших вида:
- Nyctiphruretus acudens Efremov, 1938typus
- Nyctiphruretus optabilis Bulanov, 2002